# Miconia macayana
Miconia macayana är en tvåhjärtbladig växtart som beskrevs av Walter Stephen Judd och James Dan Skean. Miconia macayana ingår i släktet Miconia och familjen Melastomataceae. Inga underarter finns listade i Catalogue of Life.